# 우타가와 도요하루
우타가와 도요하루(일본어: 歌川 豊春, 1735년 ~ 1814년)는 에도 시대 중기의 우키요에 화가이다. 우타가와 학교의 설립자로도 알려져있으며, 깊이의 생동감을 늘리기 위해 서양의 원근법을 사용한 우키요에 사진으로도 유명하다.
도요하루의 태생은 다지마 도요오카 번, 분고 우스키번, 에도 중 한 곳이란 설이 있다. 교토에서 미술을 배우기 시작하여 1768년부터 에도에서 우키요에 목판화의 디자인을 만들기 시작했다. 도요하루는 풍경이나 유명지의 우키에 사진으로 유명했을 뿐만 아니라 서양과 중국의 사진 복사로도 유명했다.